# Cathédrale Saint-Jacques de Tunja
Cette  cathédrale et basilique n’est pas la seule cathédrale Saint-Jacques ni la seule basilique Saint-Jacques.
La cathédrale Saint-Jacques de Tunja, appelée officiellement cathédrale basilique métropolitaine Saint-Jacques de Tunja (en espagnol : Catedral Basílica Metropolitana Santiago de Tunja), est la cathédrale de culte catholique romain la plus ancienne de Colombie.
Elle se trouve sur le côté est de la Plaza Bolivar dans le centre historique de la ville de Tunja (capitale du département de Boyacá). Elle est le siège de l'archidiocèse de Tunja depuis 1880 et une bulle papale de Léon XIII.
Sa construction fut commencée par Juan de Castellanos et Gonzalo Suárez Rendón (es) en 1567. Son style a évolué entre le gothique isabélin et quelques modifications ultérieures néoclassiques.
Elle ne compte qu'une seule tour et, à l'intérieur, se trouvent trois nefs avec des chapelles latérales. On distingue particulièrement le portail de style Renaissance, dessiné par Bartolomé Carrión en 1598.
Le centre historique de la ville, incluant la cathédrale, a été déclaré « Monument national » le 30 décembre 1959.

## Source
- (es) Cet article est partiellement ou en totalité issu de l’article de Wikipédia en espagnol intitulé « Catedral Basílica Metropolitana Santiago de Tunja » (voir la liste des auteurs).